# Зулкифли Хасан
Зулкифли Хасан (индон. Zulkifli Hasan; род. 17 мая 1962, Пененгахан) — индонезийский политический и государственный деятель. Председатель Партии национального мандата с 2015 года. Председатель Народного консультативного конгресса Индонезии (2014—2019), министр лесного хозяйства Индонезии (2009—2014).